# Marla Sokoloff
Marla Lynne Sokoloff (San Francisco, California; 19 de diciembre de 1980) es una actriz estadounidense.

## Biografía

### Inicios
Nacida y criada en San Francisco, Marla Sokoloff se trasladó a Los Ángeles en 1994 donde se matriculó en Los Angeles County High School of the Arts, donde estudió teatro y música.

### Carrera
Su carrera en la actuación se inició a los 12 años cuando interpretó a Gia Mahan en la serie Full House. Su rol más interesante fue en la serie The Practice como Lucy Hatcher. Tuvo una aparición como invitada en la serie Desperate Housewives en el año 2004 y también en la serie Friends donde interpreta a Dina, la hermana pequeña de Joey Tribbiani.
Ha participado en películas como Whatever It Takes, Dude, Where's My Car?, y Sugar and Spice.

### Vida privada
Mantuvo una relación sentimental de tres años con el actor James Franco, con quien protagonizó la película Whatever It Takes.
En 2004, comenzó a salir con el compositor y baterista Alec Puro. Sokoloff y Puro se casaron el 7 de noviembre de 2009. El 1 de agosto de 2011, se anunció que la pareja estaba esperando su primer hijo. El 8 de febrero de 2012, dio a luz a su hija, Elliotte Anne Puro. El 13 de marzo de 2015 nació su segunda hija, Olive Mae Puro. En octubre de 2021 hizo público que estaban esperando su tercera hija. El 6 de febrero de 2022 dio a luz a Harper Bea Puro.

## Filmografía
- Madres forzosas (2016) - Gia Mahan (2016-2020)
- A Christmas Wedding Date (2012) - Rebecca Wesley
- Scents and Sensibility (2011) - Marianne Dashwood
- The Chateau Meroux (2011) - Wendy
- La amenaza de Casandra (2009, miniserie) - Imogene O'Neil
- Flower Girl (2009) - Laurel Haverford
- Bionicle: The Legend Reborn: Metu's Revenge (2009, cortometraje) - Kiina (voz)
- Play the Game (2009) - Julie Larabee
- Christmas in Boston (2005) - Gina
- Modern Men (2005) - Molly Clark
- Vinyl (2005) - Marla
- Crazylove (2005) - Ruth
- The Drive (2005) - Rachel
- The Tollbooth (2004) - Sarabeth Cohen
- Deluxe Combo Platter (2004) - Eve Stuckley
- Desperate Housewives (2004) - Claire
- A Date with Darkness: The Trial and Capture of Andrew Luster (2003) - Connie
- Prairie Dogs (2001) - Starlett
- Strange Frequency (2001) - Darcy King
- Sugar & Spice (2001) - Lisa Janusch
- Friends Temporada 8, Episodio 10 "The One with Monica's Boots" (2001) - Dina
- Dude, Where's My Car? (2000) - Wanda
- Whatever It Takes (2000) - Maggie Carter
- The Practice (1997) - Lucy Hatcher (1998-2003)
- The Climb (1998) - Leslie Himes
- Over the Top (1997) - Gwen Martin
- The Date (1997) - Stacey
- True Crime (1996) - Vicki Giordano
- 3rd Rock from the Sun (1996) - Dina
- Party of Five (1994) - Jody Lynch (1995-1996)
- The Baby-Sitters Club (1995) - Magarite "Cokie" Mason
- Freaky Friday (1995) - Rachel
- Padres forzosos (1987) - Gia Mahan (1993-1995)